# Brasil Open 2006
Il Brasil Open 2006 è stato un torneo di tennis giocato sulla terra rossa.
È stata la 6ª edizione del Brasil Open,
che fa parte della categoria International Series nell'ambito dell'ATP Tour 2006.
Si è giocato nel complesso Costa do Sauipe di Mata de São João, in Brasile, dall'20 al 27 febbraio 2006.

## Campioni

### Singolare
Nicolás Massú ha battuto in finale  Alberto Martín con il punteggio di 6–3, 6–4

### Doppio
Lukáš Dlouhý /  Pavel Vízner hanno battuto in finale  Mariusz Fyrstenberg /  Marcin Matkowski con il punteggio di 6–1, 4–6, [10-3] (Match Tie-Break)